# راجا راو
سري كي. راجا راو (وُلد في الثامن من شهر نوفمبر عام 1908 – توفي في الثامن من شهر يوليو عام 2006) هو كاتب هندي ألف رواياته وقصصه القصيرة باللغة الإنجليزية، وتجذرت أعماله بشدة في الميتافيزيقيا. جعلته روايته الثعبان والحبل (1960)، وهي شبه رواية سيرة ذاتية تسرد البحث عن الحقيقية الروحية في أوروبا والهند، أحد أفضل كتاب النثر الهنود، وأحرزت له جائزة ساهيتيا أكاديمي عام 1964. حاز راو على جائزة نويستاد الدولية للأدب عن كافة أعماله عام 1988. تُعتبر أعمال راو، والتي امتدت لتغطي أنماطًا مختلفة، إسهامًا متنوعًا وكبيرًا للأدب الإنجليزي الهندي والأدب العالمي ككل. 

## سيرته

### النشأة
وُلد راجا راو في الثامن من شهر نوفمبر عام 1908 في حسّان، وهي ولاية أميرية في مملكة ميسور (تقع اليوم في كارناتاكا جنوب الهند)، وترعرع ضمن عائلة براهمية تتحدث الكنادية، وكان الأخ الأكبر لتسعة أطفال. لدى راجا 7 شقيقات وشقيق واحد اسمهم يوغيشوارا أناندا. درّس والده اللغة الكنادية، وهي اللغة الأصلية لولاية كارناتاكا، في كلية نظام الواقعة في حيدر آباد. كانت والدته ربة منزل، وتوفت عندما كان راجا راو في الرابعة من عمره.
خلّف موت والدته عندما كان في الرابعة أثرًا طويل الأمد –فغياب الوالدة والتيتم من المواضيع المتكررة في أعماله. كان لجدته تأثير آخر على راجا منذ طفولته، فعاش معها في حسان وهاريهالي.
تلقى راو تعليمه في مدرسة إسلامية، وهي المدرسة العليا في حيدر آباد. عقب اجتياز امتحان القبول عام 1927، درس راو في كلية نظام التابعة للجامعة العثمانية لنيل الشهادة، فأصبح هناك صديقًا لأحمد علي. بدأ راو تعلّم الفرنسية. عقب تخرجه من جامعة مدراس، بتخصص في اللغة الإنجليزية والتاريخ، حاز على المنحة الآسيوية لحكومة حيدر آباد عام 1929 من أجل الدراسة خارج الهند.
انتقل راو إلى جامعة مونبلييه في فرنسا. درس راو اللغة والأدب الفرنسيين، واستكشف لاحقًا في جامعة السوربون في باريس التأثير الهندي على الأدب الآيرلندي. تزوج راو من كاميل مولي عام 1931، وهي مدرسة لغة فرنسية في جامعة مونبلييه. استمر هذا الزواج حتى عام 1939. صور راو لاحقًا انهيار زواجهما في رواية الثعبان والحبل. نشر راو أول قصة له باللغتين الفرنسية والإنجليزية. خلال الفترة الواقعة بين عامي 1931 و1932، أسهم راو بـ 4 مقالات كتبها باللغة الكاندية لصحيفة جايا كارناتاكا، وهي صحيفة مؤثرة.

### روائي قومي
عاد راو إلى الهند عام 1939، وشارك إقبال سينغ في تحرير الهند المتغيرة، وهي مختارات من الفكر الهندي الحديث لكُتاب مثل رام موهان روي وجواهر لال نهرو. شارك راو في حركة اتركوا الهند عام 1942. بين عامي 1943 و1944، شارك راو أحمد علي في تحرير صحيفة من بومباي تُدعى الغد. كان أيضًا المحرك الرئيس وراء تشكيل منظمة ثقافية تُدعى سري فيديا ساميتي، وكُرست لإحياء قيم الحضارة الهندية القديمة: فشلت المنظمة بعد فترة قصيرة من نشأتها. في بومباي، شارك راو أيضًا في ثقافية تُدعى تشيتانا، هدفت إلى نشر الفكر والقيم الهندية.
انعكس انخراط راو في الحركة الوطنية على أول كتابين ألفهما. فرواية كانثانبورا (1938) هي شهادة عن تأثير تعاليم غاندي على المقاومة السلمية ضد المستعمر الإنجليزي. تُروى القصة وفقًا لمنظور سكان قرية ميسورية صغيرة جنوب الهند. يستعير راو أسلوب وبنية الحكايا العامية والملاحم الفولكلورية الهندية. عاد راو إلى موضوع الغاندية في مجموعة القصص القصيرة البقرة والمتاريس (1947). كُتبت رواية الثعبان والحبل (1960) بعد فترة غياب طويلة عاد خلالها راو إلى الهند.

## روابط خارجية
- راجا راو على موقع الموسوعة البريطانية (الإنجليزية)